# Pavillon de l'ancien marché aux chevaux
Le Pavillon de l'ancien marché au chevaux est un bâtiment situé au no 5 rue Geoffroy-Saint-Hilaire dans le 5e arrondissement de Paris.

## Historique
La construction de cet édifice fut ordonnée en 1760  par le lieutenant de police Antoine de Sartine à la suite de l’ouverture du boulevard de l’Hôpital où fut reportée l’entrée principale du marché aux chevaux de Paris auparavant située rue du Marché-aux-chevaux, actuelle rue Geoffroy-Saint-Hilaire, depuis sa création au milieu du XVIIe siècle. 
Ce bâtiment abritait les agents de surveillance du marché. Ils arbitraient les litiges nés du truquage des maquignons. L’acheteur déposait l’argent de l’achat au bureau de surveillance qui le remettait au vendeur, huit jours plus tard, s’il n’y avait pas eu de plainte.
Un commissariat de police y était installé au début du XXe siècle.

## Architecture
La façade qui comporte au centre un balcon à grille en fer forgé est surmontée d’un fronton où sont sculptées les armes de France  (sans fleur de lys) entourées de palmes.

Les écoinçons qui entourent les arcades de la fenêtre du milieu sont ornés de sculptures représentant un coq et une grue. La clef de la fenêtre centrale est décorée d’un mascaron féminin.